# MRPL40
MRPL40 (англ. Mitochondrial ribosomal protein L40) – білок, який кодується однойменним геном, розташованим у людей на короткому плечі 22-ї хромосоми. Довжина поліпептидного ланцюга білка становить 206 амінокислот, а молекулярна маса — 24 490.
| 10         |  | 20         |  | 30         |  | 40         |  | 50         |
| ---------- |  | ---------- |  | ---------- |  | ---------- |  | ---------- |
| MTASVLRSIS |  | LALRPTSGLL |  | GTWQTQLRET |  | HQRASLLSFW |  | ELIPMRSEPL |
| RKKKKVDPKK |  | DQEAKERLKR |  | KIRKLEKATQ |  | ELIPIEDFIT |  | PLKFLDKARE |
| RPQVELTFEE |  | TERRALLLKK |  | WSLYKQQERK |  | MERDTIRAML |  | EAQQEALEEL |
| QLESPKLHAE |  | AIKRDPNLFP |  | FEKEGPHYTP |  | PIPNYQPPEG |  | RYNDITKVYT |
| QVEFKR     |  |            |  |            |  |            |  |            |

A: Аланін

D: Аспарагінова кислота

E: Глутамінова кислота

F: Фенілаланін

G: Гліцин

H: Гістидин

I: Ізолейцин

K: Лізин

L: Лейцин

M: Метіонін

N: Аспарагін

P: Пролін

Q: Глутамін

R: Аргінін

S: Серин

T: Треонін

V: Валін

W: Триптофан

Кодований геном білок за функціями належить до рибонуклеопротеїнів, рибосомних білків. 
Локалізований у мітохондрії.